# ナラ圏
ナラ圏（ナラけん、フランス語: Cercle de Nara）は、マリ共和国の地方行政区画でナラ州を構成する圏のひとつ。行政の中心地はナラにおかれる。下級単位のコミューンは2009年時点で11団体あり、2009年の統計で人口は242,990人を数える。
2023年2月以前はクリコロ州に属しており、北部の砂漠地帯はモーリタニアのホズ・エッ・シャルギ州と国境を接していた。 圏内は約30,000平方キロメートルの面積を有していた。2023年2月22日、ナラ圏は単独で州（ナラ州）となった。これに伴い旧ナラ圏は再編され、新たなナラ圏を含む6つの圏に分割された。
バンバラ族とソニンケ族は農業と畜産業に従事しており、半遊牧民であるマウレ（en:Maure）やフラニ族も同様である。

## コミューン
ナラ圏には2009年時点で以下のコミューンがあった。2023年2月22日の行政区画改革により、ディリー、ギレ、ファルーはそれぞれ単独の圏として分立し、コロンガなどのコミューンも新しい圏へ移管された。
- アライナ（fr:Allahina）
- ダボ (マリ共和国)（fr:Dabo (Mali)）
- ドゴフリー (ナラ圏)（fr:Dogofry (Nara)）
- ディリー (マリ共和国)（fr:Dilly）
- ファルー（fr:Fallou）
- ゲネイバ（fr:Guénéibe）
- ギレ (マリ共和国)（fr:Guiré）
- コロンガ（fr:Koronga）
- ナラ (マリ共和国)（fr:Nara (Mali)）
- ニアマナ (ナラ圏)（fr:Niamana (Nara)）
- ウアガドゥ（fr:Ouagadou (Mali)）